# Wereldkampioenschappen kunstschaatsen 2009

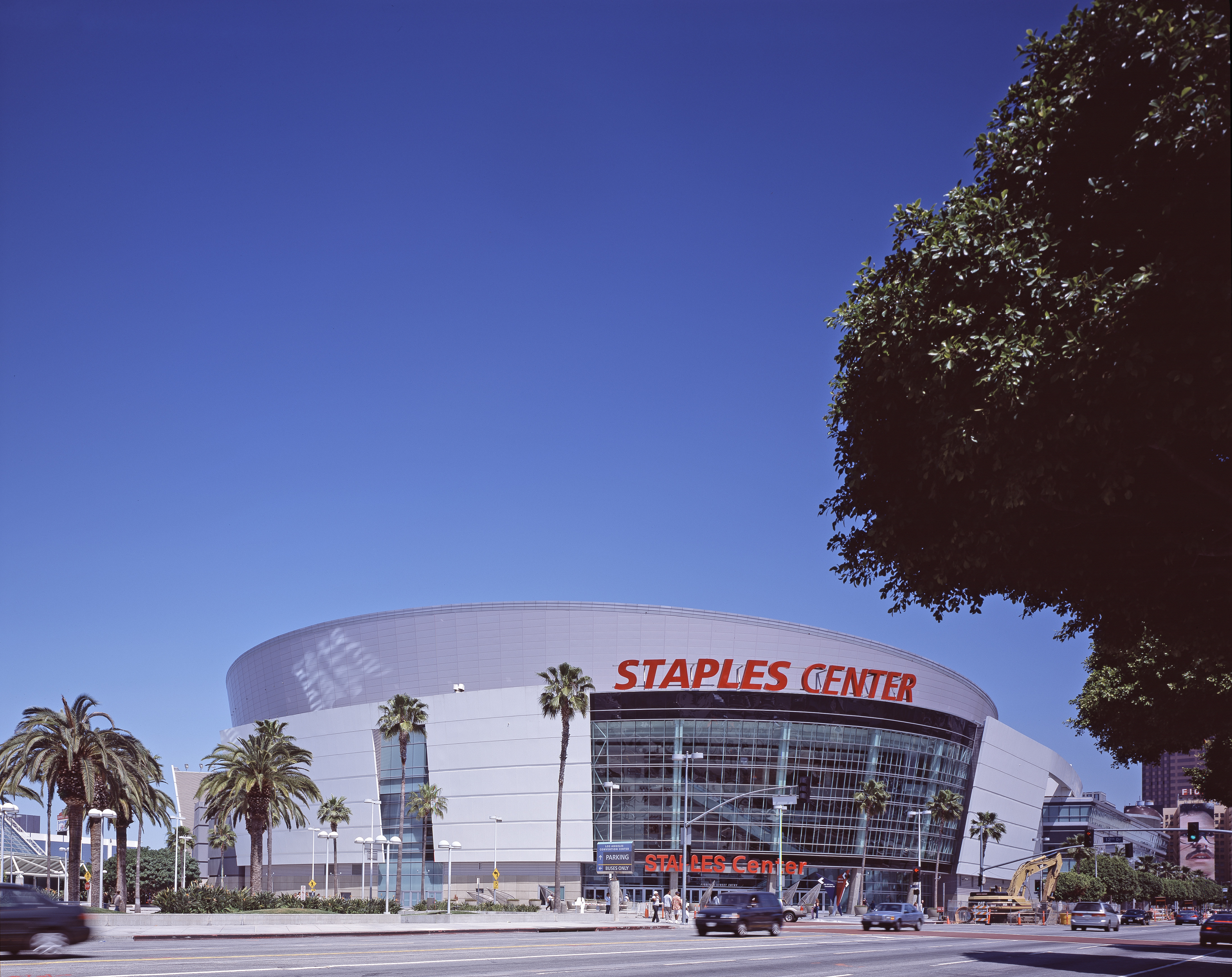
Het Staples Center

De Wereldkampioenschappen kunstschaatsen vormen samen een evenement dat jaarlijks georganiseerd wordt door de Internationale Schaatsunie (ISU). Dit evenement is het meest prestigieuze evenement van het jaar in het kunstschaatsen.
In 2009 werden de kampioenschappen van 23 tot en met 28 maart gehouden in het Staples Center in Los Angeles, Californië. Het was de eerste keer dat de Wereldkampioenschappen kunstschaatsen in Los Angeles plaatsvonden en de twaalfde keer in de Verenigde Staten. Los Angeles was de achtste Amerikaanse gaststad, na New York (1930), Colorado Springs (1957, 1959, 1965, 1969 en 1975), Hartford (1981), Cincinnati (1987), Oakland (1992), Minneapolis (1998) en Washington D.C. (2003), waar het WK Kunstschaatsen plaatsvond.
Voor de mannen was het de 99e editie, voor de vrouwen de 89e editie, voor de paren de 87e editie, en voor de ijsdansers de 57e editie.
| Programma | Programma        | Programma         | Programma          | Programma        | Programma         | Programma       |
| --------- | ---------------- | ----------------- | ------------------ | ---------------- | ----------------- | --------------- |
|           | dinsdag 24 maart | woensdag 25 maart | donderdag 26 maart | vrijdag 27 maart | zaterdag 28 maart | zondag 29 maart |
| Paren     | korte kür        | lange kür         |                    |                  |                   | Gala            |
| Mannen    |                  | korte kür         | lange kür          |                  |                   | Gala            |
| IJsdansen | verplichte kür   |                   | originele kür      | lange kür        |                   | Gala            |
| Vrouwen   |                  |                   |                    | korte kür        | lange kür         | Gala            |

## Deelname
Elk lid van de ISU kon één schaatser/één paar aanmelden per discipline. Extra startplaatsen (met en maximum van drie per discipline) zijn verdiend op basis van de eindklasseringen op het WK van 2008.
De beste vierentwintig deelnemers kwalificeerden zich in de individuele disciplines voor de afsluitende vrije kür na de korte kür, bij de paren zijn dit de beste twintig. Bij het ijsdansen kwalificeerden de beste dertig van de verplichte dans zich voor de originele dans. Hierna vallen weer zes paren af, zodat vierentwintig paren de vrije dans schaatsen.
Om deel te nemen moet een deelnemer/deelneemster op 1 juli voorafgaand aan het kampioenschap minimaal vijftien jaar oud zijn.
Voor België nam Kevin Van der Perren voor de achtste keer deel bij de mannen en nam Isabelle Pieman voor de tweede keer deel bij de vrouwen. Ook de Britse echtgenote van Van der Perren, Jenna McCorkell, nam deel aan dit WK.

### Deelnemende landen
Uit een recordaantal van 51 landen namen deelnemers deel aan dit toernooi, zij vulden samen een recordaantal van 158 startplaatsen in. De enige deelneemster uit Montenegro, Sonja Mugosa, trok zich voor de wedstrijden terug.
(Tussen haakjes het totaal aantal startplaatsen over de vier disciplines.)
| Canada (10) Verenigde Staten (10) Rusland (8) Frankrijk (7) Japan (7) China (6) Duitsland (5) Italië (5) Verenigd Koninkrijk (5) Zwitserland (5) Bulgarije (4) | Israël (4) Polen (4) Oekraïne (4) Australië (3) Estland (3) Finland (3) Griekenland (3) Hongarije (3) Litouwen (3) Taiwan (3) | Tsjechië (3) Zuid-Korea (3) Zweden (3) Azerbeidzjan (2) België (2) Brazilië (2) Filipijnen (2) Georgië (2) Kroatië (2) Mexico (2) | Oezbekistan (2) Oostenrijk (2) Puerto Rico (2) Roemenië (2) Slovenië (2) Slowakije (2) Spanje (2) Turkije (2) Wit-Rusland (2) Zuid-Afrika (2) | Armenië (1) Bosnië en Herzegovina (1) Hongkong (1) Ierland (1) India (1) Kazachstan (1) Letland (1) Monaco (1) Servië (1) Thailand (1) |

## Medaille verdeling
Bij de mannen veroverde de Amerikaan Evan Lysacek in zijn woonplaats de wereldtitel. Het was zijn derde WK medaille, in 2005 en 2006 veroverde hij de bronzen medaille. Lysacek was de negende Amerikaan die de wereldtitel bij de mannen veroverde en de eerste na Todd Eldredge in 1996. De Canadees Patrick Chan op plaats twee veroverde zijn eerste WK medaille. De Fransman Brian Joubert, na de korte kür nog eerste, zag zijn kansen op een tweede wereldtitel, na 2007, door een val in de lange kür in rook opgaan. Desondanks eindigde hij op plaats drie en veroverde daarmee zijn vijfde WK medaille, in 2004, 2006 en 2008 werd hij tweede.
Bij de vrouwen werd Kim Yu-na de eerste Zuid-Koreaanse wereldkampioen bij de senioren in het kunstschaatsen (nadat ze dit in 2006 bij de junioren had gepresteerd), het was haar derde WK medaille, in 2007 en 2008 werd ze derde. Joannie Rochette eindigde op de tweede plaats, het was de eerste Canadese medaille na 1988 toen Elizabeth Manley ook de zilveren medaille behaalde. De wereldkampioene van 2007, de Japanse Miki Ando, eindigde op de derde plaats, het was haar tweede WK medaille.
Bij het paarrijden prolongeerde het Duitse paar Aliona Savchenko / Robin Szolkowy de wereldtitel, het was hun derde medaille, in 2007 werden ze derde. Het Chinese paar Zhang Dan / Zhang Hao eindigden net als in 2006 en 2008 op plaats twee, zij veroverden hun vierde medaille, in 2005 werden ze derde. Het Russische paar Yuko Kawaguchi / Alexander Smirnov op plaats drie veroverden hun eerste WK medaille.
Bij het ijsdansen won het Russische paar Oksana Domnina / Maksim Sjabalin met de wereldtitel hun eerste WK medaille. Zij waren het elfde Russische paar (inclusief Sovjetparen) die de wereldtitel bij het ijsdansen behaalden. Het Amerikaanse paar Tanith Belbin / Benjamin Agosto stond net als in 2005 op de tweede plaats, het was hun vierde medaille, in 2006 en 2007 werden ze derde. Het Canadese paar Tessa Virtue / Scott Moir stond in 2008 op plaats twee op het erepodium, dit jaar een trede lager op plaats drie. Het was hun tweede medaille.
| Discipline | Goud ·                            | Zilver ·                        | Brons ·                            |
| ---------- | --------------------------------- | ------------------------------- | ---------------------------------- |
| Mannen     | Evan Lysacek                      | Patrick Chan                    | Brian Joubert                      |
| Vrouwen    | Kim Yu-na                         | Joannie Rochette                | Miki Ando                          |
| Paren      | Aliona Savchenko / Robin Szolkowy | Zhang Dan / Zhang Hao           | Yuko Kawaguchi / Alexander Smirnov |
| IJsdansen  | Oksana Domnina / Maksim Sjabalin  | Tanith Belbin / Benjamin Agosto | Tessa Virtue / Scott Moir          |

## Uitslagen
| Mannen                 | Mannen                    | Mannen                         | Mannen | Mannen    | Mannen    |
| #                      | naam (deelnames)          | land                           | punten | korte kür | lange kür |
| ---------------------- | ------------------------- | ------------------------------ | ------ | --------- | --------- |
| Goud                   | Evan Lysacek (4)          | Vlag van Verenigde Staten      | 242.23 | 2         | 1         |
| Zilver                 | Patrick Chan (2)          | Vlag van Canada                | 237.58 | 3         | 2         |
| Brons                  | Brian Joubert (8)         | Vlag van Frankrijk             | 235.97 | 1         | 3         |
| 4                      | Tomáš Verner (8)          | Vlag van Tsjechië              | 231.71 | 4         | 4         |
| 5                      | Samuel Contesti (2)       | Vlag van Italië                | 226.97 | 6         | 5         |
| 6                      | Takahiko Kozuka (2)       | Vlag van Japan                 | 222.18 | 5         | 7         |
| 7                      | Nobunari Oda (3)          | Vlag van Japan                 | 218.16 | 7         | 8         |
| 8                      | Denis Ten (1)             | Vlag van Kazachstan            | 211.43 | 17        | 6         |
| 9                      | Brandon Mroz (1)          | Vlag van Verenigde Staten      | 207.19 | 8         | 13        |
| 10                     | Andrei Lutai (2)          | Vlag van Rusland               | 204.99 | 15        | 9         |
| 11                     | Jeremy Abbott (2)         | Vlag van Verenigde Staten      | 204.67 | 10        | 10        |
| 12                     | Vaughn Chipeur (1)        | Vlag van Canada                | 202.08 | 12        | 12        |
| 13                     | Sergej Voronov (3)        | Vlag van Rusland               | 202.04 | 9         | 14        |
| 14                     | Kevin Van der Perren (8)  | Vlag van België                | 198.35 | 14        | 15        |
| 15                     | Takahito Mura (1)         | Vlag van Japan                 | 194.97 | 13        | 16        |
| 16                     | Yannick Ponsero (3)       | Vlag van Frankrijk             | 193.84 | 11        | 17        |
| 17                     | Jeremy Ten (1)            | Vlag van Canada                | 193.16 | 21        | 11        |
| 18                     | Adrian Schultheiss (2)    | Vlag van Zweden                | 186.43 | 18        | 18        |
| 19                     | Javier Fernández (3)      | Vlag van Spanje                | 183.55 | 20        | 19        |
| 20                     | Kristoffer Berntsson (9)  | Vlag van Zweden                | 182.31 | 16        | 20        |
| 21                     | Gregor Urbas (9)          | Vlag van Slovenië              | 167.71 | 22        | 21        |
| 22                     | Anton Kovalevski (4)      | Vlag van Oekraïne              | 165.73 | 19        | 23        |
| 23                     | Przemysław Domański (2)   | Vlag van Polen                 | 161.66 | 24        | 22        |
| 24                     | Igor Matsipura (4)        | Vlag van Slowakije             | 158.86 | 23        | 24        |
| Vrije kür niet bereikt |                           |                                |        |           |           |
| 25                     | Peter Liebers (2)         | Vlag van Duitsland             | 56.73  | 25        |           |
| 26                     | Jamal Othman (5)          | Vlag van Zwitserland           | 56.32  | 26        |           |
| 27                     | Ari-Pekka Nurmenkari (6)  | Vlag van Finland               | 55.60  | 27        |           |
| 28                     | Jialiang Wu (1)           | Vlag van China                 | 55.43  | 28        |           |
| 29                     | Viktor Pfeifer (3)        | Vlag van Oostenrijk            | 54.01  | 29        |           |
| 30                     | Elliot Hilton (2)         | Vlag van Verenigd Koninkrijk   | 53.35  | 30        |           |
| 31                     | Tigran Vardanjan (2)      | Vlag van Hongarije             | 53.15  | 31        |           |
| 32                     | Zoltán Kelemen (3)        | Vlag van Roemenië              | 49.34  | 32        |           |
| 33                     | Damjan Ostojic (1)        | Vlag van Bosnië en Herzegovina | 47.27  | 33        |           |
| 34                     | Luis Hernandez (4)        | Vlag van Mexico                | 46.11  | 34        |           |
| 35                     | Alper Ucar (4)            | Vlag van Turkije               | 45.57  | 35        |           |
| 36                     | Maxim Shipov (2)          | Vlag van Israël                | 44.85  | 36        |           |
| 37                     | Kevin Alves (1)           | Vlag van Brazilië              | 44.51  | 37        |           |
| 38                     | Charles Shou-San Pao (1)  | Vlag van Taiwan                | 43.89  | 38        |           |
| 39                     | Kim Min-seok (1)          | Vlag van Zuid-Korea            | 43.28  | 39        |           |
| 40                     | Beka Shankulashvili (1)   | Vlag van Georgië               | 42.80  | 40        |           |
| 41                     | Boris Martinec (3)        | Vlag van Kroatië               | 42.37  | 41        |           |
| 42                     | Mikael Redin (1)          | Vlag van Zwitserland           | 42.29  | 42        |           |
| 43                     | Alexandr Kazakov (2)      | Vlag van Wit-Rusland           | 40.47  | 43        |           |
| 44                     | Justin Pietersen (4)      | Vlag van Zuid-Afrika           | 40.39  | 44        |           |
| 45                     | Georgi Kenchadze (1)      | Vlag van Bulgarije             | 39.90  | 45        |           |
| 46                     | Mark Webster (1)          | Vlag van Australië             | 37.35  | 46        |           |
| 47                     | Andrew Huertas (1)        | Vlag van Puerto Rico           | 36.91  | 47        |           |
| 48                     | Gegham Vardanjan (1)      | Vlag van Armenië               | 34.87  | 48        |           |
| 49                     | Saulius Ambrulevicius (2) | Vlag van Litouwen              | 34.68  | 49        |           |
| 50                     | Michael Dimalanta (1)     | Vlag van Filipijnen            | 27.53  | 50        |           |

| Vrouwen                | Vrouwen                      | Vrouwen                      | Vrouwen | Vrouwen   | Vrouwen   |
| #                      | naam (deelnames)             | land                         | punten  | korte kür | lange kür |
| ---------------------- | ---------------------------- | ---------------------------- | ------- | --------- | --------- |
| Goud                   | Kim Yu-na (3)                | Vlag van Zuid-Korea          | 207.71  | 1         | 1         |
| Zilver                 | Joannie Rochette (7)         | Vlag van Canada              | 191.29  | 2         | 3         |
| Brons                  | Miki Ando (5)                | Vlag van Japan               | 190.38  | 4         | 2         |
| 4                      | Mao Asada (3)                | Vlag van Japan               | 188.09  | 3         | 4         |
| 5                      | Rachel Flatt (1)             | Vlag van Verenigde Staten    | 172.41  | 7         | 5         |
| 6                      | Laura Lepistö (2)            | Vlag van Finland             | 170.07  | 6         | 7         |
| 7                      | Alena Leonova (1)            | Vlag van Rusland             | 168.91  | 11        | 6         |
| 8                      | Fumie Suguri (9)             | Vlag van Japan               | 164.58  | 9         | 9         |
| 9                      | Sarah Meier (8)              | Vlag van Zwitserland         | 163.37  | 10        | 10        |
| 10                     | Elene Gedevanisjvili (4)     | Vlag van Georgië             | 162.48  | 9         | 11        |
| 11                     | Alissa Czisny (2)            | Vlag van Verenigde Staten    | 159.78  | 14        | 8         |
| 12                     | Carolina Kostner (7)         | Vlag van Italië              | 153.56  | 5         | 15        |
| 13                     | Susanna Pöykiö (6)           | Vlag van Finland             | 153.31  | 12        | 12        |
| 14                     | Ivana Reitmayernova (2)      | Vlag van Slowakije           | 147.41  | 16        | 13        |
| 15                     | Cynthia Phaneuf (2)          | Vlag van Canada              | 146.09  | 15        | 14        |
| 16                     | Elena Glebova (4)            | Vlag van Estland             | 140.02  | 13        | 17        |
| 17                     | Kim Na-young (2)             | Vlag van Zuid-Korea          | 131.50  | 17        | 21        |
| 18                     | Annette Dytrt (5)            | Vlag van Duitsland           | 131.15  | 18        | 19        |
| 19                     | Anna Jurkiewicz (3)          | Vlag van Polen               | 130.29  | 20        | 16        |
| 20                     | Jenna McCorkell (5)          | Vlag van Verenigd Koninkrijk | 128.67  | 21        | 18        |
| 21                     | Tugba Karademir (7)          | Vlag van Turkije             | 124.31  | 22        | 20        |
| 22                     | Candice Didier (3)           | Vlag van Frankrijk           | 122.08  | 19        | 22        |
| 23                     | Kerstin Frank (1)            | Vlag van Oostenrijk          | 105.73  | 23        | 23        |
| 24                     | Ana Cecilia Cantu (6)        | Vlag van Mexico              | 101.82  | 24        | 24        |
| Vrije kür niet bereikt |                              |                              |         |           |           |
| 25                     | Tamar Katz (4)               | Vlag van Israël              | 40.62   | 25        |           |
| 26                     | Sonia Lafuente (2)           | Vlag van Spanje              | 39.04   | 26        |           |
| 27                     | Viktoria Helgesson (2)       | Vlag van Zweden              | 38.98   | 27        |           |
| 28                     | Chaochih Liu (1)             | Vlag van Taiwan              | 38.06   | 28        |           |
| 29                     | Gracielle Jeanne Tan (2)     | Vlag van Filipijnen          | 37.74   | 29        |           |
| 30                     | Nella Simaova (2)            | Vlag van Tsjechië            | 37.44   | 30        |           |
| 31                     | Anastasia Gimazetdinova (6)  | Vlag van Oezbekistan         | 37.38   | 31        |           |
| 32                     | Emma Hagieva (1)             | Vlag van Azerbeidzjan        | 36.76   | 32        |           |
| 33                     | Cheltzie Lee (1)             | Vlag van Australië           | 35.46   | 33        |           |
| 34                     | Irina Movtsjan (3)           | Vlag van Oekraïne            | 35.06   | 34        |           |
| 35                     | Teodora Poštič (3)           | Vlag van Slovenië            | 33.66   | 35        |           |
| 36                     | Roxana Luca (10)             | Vlag van Roemenië            | 33.28   | 36        |           |
| 37                     | Tamami Ono (2)               | Vlag van Hongkong            | 32.70   | 37        |           |
| 38                     | Zanna Pugaca (1)             | Vlag van Letland             | 32.42   | 38        |           |
| 39                     | Bianka Padar (1)             | Vlag van Hongarije           | 32.10   | 39        |           |
| 40                     | Isabelle Pieman (2)          | Vlag van België              | 32.04   | 40        |           |
| 41                     | Sonja Radeva (4)             | Vlag van Bulgarije           | 31.98   | 41        |           |
| 42                     | Liu Yan (5)                  | Vlag van China               | 31.14   | 42        |           |
| 43                     | Victoria Muniz (2)           | Vlag van Puerto Rico         | 30.94   | 43        |           |
| 44                     | Lejeanne Marais (2)          | Vlag van Zuid-Afrika         | 30.92   | 44        |           |
| 45                     | Charissa Tansomboon (3)      | Vlag van Thailand            | 29.04   | 45        |           |
| 46                     | Mirna Libric (2)             | Vlag van Kroatië             | 28.90   | 46        |           |
| 47                     | Maria-Elena Papasotiriou (3) | Vlag van Griekenland         | 28.32   | 47        |           |
| 48                     | Beatrice Rozinskaite (2)     | Vlag van Litouwen            | 28.24   | 48        |           |
| 49                     | Ksenia Jastsenjski (7)       | Vlag van Servië              | 27.62   | 49        |           |
| 50                     | Merovee Ephrem (3)           | Vlag van Monaco              | 25.30   | 50        |           |
| 51                     | Stacy Perfetti (1)           | Vlag van Brazilië            | 25.24   | 51        |           |
| 52                     | Clara Peters (1)             | Vlag van Ierland             | 23.64   | 52        |           |
| 53                     | Yoniko Eva Washington (1)    | Vlag van India               | 19.68   | 53        |           |

| Paren               | Paren                                             | Paren                        | Paren  | Paren     | Paren     |
| #                   | naam (deelnames)                                  | land                         | punten | korte kür | lange kür |
| ------------------- | ------------------------------------------------- | ---------------------------- | ------ | --------- | --------- |
| Goud                | Aliona Savchenko (6) Robin Szolkowy (5)           | Vlag van Duitsland           | 203.48 | 1         | 1         |
| Zilver              | Zhang Dan (8) Zhang Hao (8)                       | Vlag van China               | 186.52 | 3         | 2         |
| Brons               | Yuko Kawaguchi (6) Alexander Smirnov (3)          | Vlag van Rusland             | 186.39 | 2         | 3         |
| 4                   | Pang Qing (11) Tong Jian (11)                     | Vlag van China               | 181.08 | 5         | 4         |
| 5                   | Maria Moechortova (4) Maksim Trankov (4)          | Vlag van Rusland             | 177.89 | 4         | 7         |
| 6                   | Tatjana Volosozjar (7) Stanislav Morozov (9)      | Vlag van Oekraïne            | 175.61 | 6         | 5         |
| 7                   | Jessica Dube (4) Bryce Davison (4)                | Vlag van Canada              | 172.82 | 7         | 6         |
| 8                   | Meagan Duhamel (2) Craig Buntin (6)               | Vlag van Canada              | 165.41 | 8         | 8         |
| 9                   | Caydee Denney (1) Jeremy Barett (1)               | Vlag van Verenigde Staten    | 156.84 | 10        | 9         |
| 10                  | Mylene Brodeur (1) John Mattatall (1)             | Vlag van Canada              | 150.05 | 11        | 10        |
| 11                  | Keauna McLaughlin (1) Rockne Brubaker (1)         | Vlag van Verenigde Staten    | 143.74 | 9         | 12        |
| 12                  | Vanessa James (1) Yannick Bonheur (4)             | Vlag van Frankrijk           | 139.34 | 17        | 11        |
| 13                  | Stacey Kemp (4) David King (4)                    | Vlag van Verenigd Koninkrijk | 134.73 | 13        | 13        |
| 14                  | Anais Morand (1) Antoine Dorsaz (1)               | Vlag van Zwitserland         | 131.46 | 12        | 14        |
| 15                  | Maylin Hautsch (1) Daniel Wende (1)               | Vlag van Duitsland           | 125.96 | 15        | 15        |
| 16                  | Zhang Yue (1) Wang Lei (1)                        | Vlag van China               | 119.24 | 14        | 16        |
| 17                  | Maria Sergejeva (1) Ilja Glebov (1)               | Vlag van Estland             | 116.54 | 16        | 17        |
| 18                  | Nicole Della Monica (1) Yannick Kocon (1)         | Vlag van Italië              | 108.49 | 18        | 18        |
| 19                  | Joanna Sulej (1) Mateusz Chruscinski (1)          | Vlag van Polen               | 106.54 | 19        | 19        |
| 20                  | Jessica Crenshaw (1) Chad Tsagris (2)             | Vlag van Griekenland         | 101.87 | 20        | 20        |
| Alleen kwalificatie |                                                   |                              |        |           |           |
| 21                  | Ekaterina Sokolova-Sosinova (1) Fedor Sokolov (1) | Vlag van Israël              | 39.62  | 21        | t.z.t.    |
| 22                  | Amanda Sunyoto-Yang (1) Daryll Sulindro-Yang (1)  | Vlag van Taiwan              | 37.04  | 22        |           |
| 23                  | Nina Ivanova (1) Filip Zalevski (1)               | Vlag van Bulgarije           | 34.58  | 22        |           |
| 24                  | Ksenia Ozerova (1) Aleksandr Enbert (1)           | Vlag van Rusland             | 34.06  | 24        |           |
| 25                  | Marina Aganina (8) Dmitri Zobnin (2)              | Vlag van Oezbekistan         | 33.00  | 25        |           |

| IJsdansen              | IJsdansen                                    | IJsdansen                    | IJsdansen | IJsdansen  | IJsdansen | IJsdansen |
| #                      | naam (deelnames)                             | land                         | punten    | verpl. kür | org. kür  | vrije kür |
| ---------------------- | -------------------------------------------- | ---------------------------- | --------- | ---------- | --------- | --------- |
| Goud                   | Oksana Domnina (6) Maksim Sjabalin (6)       | Vlag van Rusland             | 206.30    | 1          | 2         | 1         |
| Zilver                 | Tanith Belbin (9) Benjamin Agosto (9)        | Vlag van Verenigde Staten    | 205.08    | 2          | 1         | 2         |
| Brons                  | Tessa Virtue (3) Scott Moir (3)              | Vlag van Canada              | 200.40    | 3          | 6         | 4         |
| 4                      | Meryl Davis (3) Charlie White (3)            | Vlag van Verenigde Staten    | 200.36    | 4          | 3         | 3         |
| 5                      | Nathalie Pechalat (6) Fabian Bourzat (6)     | Vlag van Frankrijk           | 194.36    | 6          | 4         | 5         |
| 6                      | Jana Chochlova (4) Sergej Novitski (4)       | Vlag van Rusland             | 193.41    | 5          | 5         | 6         |
| 7                      | Sinead Kerr (6) John Kerr (6)                | Vlag van Verenigd Koninkrijk | 186.07    | 8          | 7         | 7         |
| 8                      | Federica Faiella (9) Massimo Scali (8)       | Vlag van Italië              | 182.76    | 7          | 10        | 8         |
| 9                      | Pernelle Carron (1) Mathieu Jost (2)         | Vlag van Frankrijk           | 178.72    | 9          | 8         | 10        |
| 10                     | Anna Cappellini (3) Luca Lanotte (3)         | Vlag van Italië              | 175.70    | 11         | 9         | 11        |
| 11                     | Emily Samuelson (1) Evan Bates (1)           | Vlag van Verenigde Staten    | 174.76    | 13         | 11        | 9         |
| 12                     | Vanessa Crone (1) Paul Poirier (1)           | Vlag van Canada              | 173.16    | 10         | 12        | 12        |
| 13                     | Alexandra Zaretski (4) Roman Zaretski (4)    | Vlag van Israël              | 167.53    | 12         | 13        | 14        |
| 14                     | Katherine Copely (3) Deividas Stagniūnas (3) | Vlag van Litouwen            | 160.00    | 16         | 14        | 13        |
| 15                     | Anna Zadorozjnjoek (4) Sergej Verbillo (4)   | Vlag van Oekraïne            | 154.49    | 15         | 19        | 15        |
| 16                     | Cathy Reed (2) Chris Reed (2)                | Vlag van Japan               | 151.04    | 18         | 15        | 16        |
| 17                     | Carolina Hermann (1) Daniel Hermann (1)      | Vlag van Duitsland           | 147.77    | 20         | 16        | 18        |
| 18                     | Kristin Fraser (9) Igor Loekanin (10)        | Vlag van Azerbeidzjan        | 147.45    | 14         | 18        | 20        |
| 19                     | Zoe Blanc (1) Pierre-Loup Bouquet (1)        | Vlag van Frankrijk           | 146.08    | 19         | 17        | 19        |
| 20                     | Caitlin Mallory (1) Kristian Rand (2)        | Vlag van Estland             | 143.69    | 23         | 21        | 17        |
| 21                     | Lucie Myslivečková (1) Matěj Novák (1)       | Vlag van Tsjechië            | 142.99    | 17         | 20        | 21        |
| 22                     | Huang Xintong (2) Zheng Xun (2)              | Vlag van China               | 135.85    | 22         | 23        | 22        |
| 23                     | Phillipa Towler-Green (1) Phillip Poole (1)  | Vlag van Verenigd Koninkrijk | 135.56    | 21         | 22        | 23        |
| 24                     | Joanna Budner (2) Jan Moscicki (2)           | Vlag van Polen               | 124.58    | 24         | 25        | 24        |
| Vrije kür niet bereikt |                                              |                              |           |            |           |           |
| 25                     | Danielle O'Brien (2) Gregory Merriman (2)    | Vlag van Australië           | 59.51     | 27         | 24        |           |
| 26                     | Nikki Georgiadis (1) Graham Hockley (1)      | Vlag van Griekenland         | 58.61     | 26         | 26        |           |
| 27                     | Leonie Krail (2) Oscar Peter (2)             | Vlag van Zwitserland         | 57.89     | 25         | 27        |           |
| 28                     | Emese Laszlo (1) Mate Fejes (1)              | Vlag van Hongarije           | 53.39     | 29         | 28        |           |
| 29                     | Ina Demireva (2) Juri Kurakin (2)            | Vlag van Bulgarije           | 52.89     | 28         | 30        |           |
| 30                     | Ksenia Shmirina (2) Egor Maistrov (2)        | Vlag van Wit-Rusland         | 51.89     | 30         | 29        |           |

Medaillewinnaars

Mannen · 
Vrouwen ·
Paren · 
IJsdansen

 Toernooi

1896 · 
1897 · 
1898 · 
1899 · 
1900 · 
1901 · 
1902 · 
1903 · 
1904 · 
1905 · 
1906 · 
1907 · 
1908 · 
1909 · 
1910 · 
1911 · 
1912 · 
1913 · 
1914 · 
1915-1921 · 
1922 · 
1923 · 
1924 · 
1925 · 
1926 · 
1927 · 
1928 · 
1929 · 
1930 · 
1931 · 
1932 · 
1933 · 
1934 · 
1935 · 
1936 · 
1937 · 
1938 · 
1939 ·
1940-1946 · 
1947 · 
1948 · 
1949 · 
1950 · 
1951 · 
1952 · 
1953 · 
1954 · 
1955 · 
1956 · 
1957 · 
1958 · 
1959 · 
1960 · 
1961 · 
1962 · 
1963 · 
1964 · 
1965 · 
1966 · 
1967 · 
1968 · 
1969 · 
1970 · 
1971 · 
1972 · 
1973 · 
1974 · 
1975 · 
1976 · 
1977 · 
1978 · 
1979 · 
1980 · 
1981 · 
1982 · 
1983 · 
1984 · 
1985 · 
1986 · 
1987 · 
1988 · 
1989 · 
1990 · 
1991 · 
1992 · 
1993 · 
1994 · 
1995 ·
1996 · 
1997 · 
1998 · 
1999 · 
2000 · 
2001 · 
2002 · 
2003 · 
2004 · 
2005 · 
2006 ·
2007 ·
2008 ·
2009 ·
2010 ·
2011 ·
2012 ·
2013 ·
2014 ·
2015 ·
2016 ·
2017 ·
2018 ·
2019 · 
2020 · 
2021 ·
2022 ·
2023 ·
2024

 ISU-kampioenschappen

WK kunstschaatsen junioren ·
EK kunstschaatsen ·
Viercontinentenkampioenschap ·
Olympische Spelen